# Solanum sect. Melongena
Solanum sect. Melongena es una sección del género Solanum.
Incluye las siguientes especiesː
- Solanum aethiopicum L.
- Solanum agnewiorum Voronts.
- Solanum ambrosiacum Vell.
- Solanum anguivi Lam.
- Solanum arundo Mattei
- Solanum asymmetriphyllum Specht
- Solanum aureitomentosum Bitter
- Solanum beaugleholei Symon
- Solanum burchellii Dunal
- Solanum campanulatum R. Br.
- Solanum campylacanthum Hochst. ex A. Rich.
- Solanum capense L.
- Solanum carduiforme F. Muell.
- Solanum cataphractum A. Cunn. ex Benth.
- Solanum catombelense Peyr.
- Solanum cerasiferum Dunal
- Solanum chippendalei Symon
- Solanum cinereum R. Br.
- Solanum clarkiae Symon
- Solanum cleistogamum Symon
- Solanum cunninghamii Benth.
- Solanum cyaneopurpureum De Wild.
- Solanum dasyphyllum Schumach.
- Solanum dioicum W. Fitzg.
- Solanum distichum Schumach. & Thonn.
- Solanum diversiflorum F. Muell.
- Solanum eburneum Symon
- Solanum echinatum R. Br.
- Solanum ellipticum R. Br.
- Solanum esuriale Lindl.
- Solanum forskalii Dunal
- Solanum gabrielae Domin
- Solanum hastifolium Hochst. ex Dunal
- Solanum heteropodium Symon
- Solanum humile Lam.
- Solanum inaequiradians Werderm.
- Solanum incanum L.
- Solanum insanum L.
- Solanum lamprocarpum Bitter
- Solanum lasiophyllum Dunal
- Solanum leopoldense Symon
- Solanum lichtensteinii Willd.
- Solanum lidii Sunding
- Solanum linnaeanum Hepper & P.-M. L. Jaeger
- Solanum macrocarpon L.
- Solanum mauense Bitter
- Solanum melanospermum F. Muell.
- Solanum melongena L.
- Solanum nigriviolaceum Bitter
- Solanum nummularium S. Moore
- Solanum oedipus Symon
- Solanum orbiculatum Dunal
- Solanum petraeum Symon
- Solanum petrophilum F. Muell.
- Solanum phlomoides A. Cunn. ex Benth.
- Solanum platacanthum Dunal
- Solanum polhillii Voronts.
- Solanum prinophyllum Dunal
- Solanum quadriloculatum F. Muell.
- Solanum richardii Dunal
- Solanum rigidum Lam.
- Solanum rubetorum Dunal
- Solanum ruvu Voronts.
- Solanum stipitatostellatum Dammer
- Solanum sturtianum F. Muell.
- Solanum supinum Dunal
- Solanum tomentosum L.
- Solanum tudununggae Symon
- Solanum umtuma Voronts. & S. Knapp
- Solanum usaramense Dammer
- Solanum vansittartense C. A. Gardner
- Solanum vespertilio Aiton
- Solanum violaceum Ortega
- Solanum zanzibarense Vatke